# Zwierzyniec (Łódź)
Pour les articles homonymes, voir Zwierzyniec (homonymie).
Zwierzyniec est une localité polonaise de la gmina de Brąszewice, située dans le powiat de Sieradz en voïvodie de Łódź.